# Lieja-Bastogne-Lieja 2009
La Lieja-Bastogne-Lieja 2009 fou la 95a edició de la clàssica ciclista Lieja-Bastogne-Lieja. Es va disputar el diumenge 26 d'abril de 2009 sobre un recorregut de 261 km, amb sortida i arribada a la ciutat belga de Lieja.
Aquesta ha estat la darrera de les tres curses de les Ardenes, després de l'Amstel Gold Race i la Fletxa Valona.
El vencedor de la cursa fou el luxemburguès Andy Schleck, que arribà a la meta en solitari després d'atacar a uns 20 km de l'arribada en una de les nombroses cotes que supera el recorregut. En segona posició arribà el català Joaquim Rodríguez, que s'escapà del gran grup en el darrer quilòmetre i arribà amb uns quants segons per davant d'aquest. El tercer, i primer del gran grup, fou l'italià Davide Rebellin.

## Classificació final
|    | Ciclista           | Equip                 | Temps      |
| -- | ------------------ | --------------------- | ---------- |
| 1  | Andy Schleck       | Team Saxo Bank        | 6h 34' 32" |
| 2  | Joaquim Rodríguez  | Caisse d'Epargne      | + 1' 17"   |
| 3  | Davide Rebellin    | Diquigiovanni-Androni | + 1' 24"   |
| 4  | Philippe Gilbert   | Silence-Lotto         | m. t.      |
| 5  | Sergei Ivanov      | Team Katusha          | m. t.      |
| 6  | Simon Gerrans      | Cervélo TestTeam      | m. t.      |
| 7  | Damiano Cunego     | Lampre-N.G.C.         | m. t.      |
| 8  | Benoît Vaugrenard  | FDJ                   | m. t.      |
| 9  | Aleksandr Kólobnev | Team Saxo Bank        | m. t.      |
| 10 | Samuel Sánchez     | Euskaltel–Euskadi     | m. t.      |